# Wilhelm Jacobs (Politiker)
Anton Wilhelm Gerhard Jacobs (* 26. Mai 1883 in Burhave; † 10. Mai 1966 in Oldenburg (Oldb)) war ein deutscher Lehrer, Schulrat und Politiker (SPD).

## Leben und Wirken
Wilhelm Jacobs war der jüngste Sohn eines Schuhmachers und Gastwirtes und wuchs ab seinem sechsten Lebensjahr in Neuenburg auf. Er besuchte von 1900 bis 1904 das Evangelische Lehrerseminar Oldenburg und unterrichtete von 1904 bis 1912 an den Volksschulen Elmeloh, Dangast, Bürstel, Altenhuntorf und Drielakermoor. Ab 1906 engagierte er sich aktiv im Oldenburgischen Landeslehrerverein (OLLV) und – wenn auch zunächst noch sehr zurückhaltend – für die SPD, mit der er über Paul Hug und dem von diesem gegründeten Norddeutschen Volksblatt in engem Kontakt stand. Im OLLV setzte er sich besonders für die Reform des Religionsunterrichts ein. 1909 wurde er Geschäftsführer der Religionskonferenz des OLLV und seit 1910 des Oldenburger Vereins für evangelische Freiheit.
Weitere Schwerpunkte seines Interesses bildeten die staatsbürgerliche Erziehung und die Jugendpflege. Seine Überlegungen zur staatsbürgerlichen Erziehung knüpften im Wesentlichen an Georg Kerschensteiner und Berthold Otto an, wobei Jacobs, im Gegensatz zu Kerschensteiner, die Möglichkeit staatsbürgerlicher Erziehung auch in der regulären Volksschule umzusetzen sah. Im Zuge des Jugendpflegeerlasses 1911 nahm Jacobs insbesondere die pädagogisch geschulte Lehrerschaft in die Pflicht, sich an Maßnahmen der Jugendpflege zu beteiligen und plädierte für die Aufhebung des Verbots sozialdemokratischer Jugendarbeit. Er stellte seine Überlegungen auf Vorträgen in und außerhalb Oldenburgs vor. Daneben veröffentlichte er, zum Teil unter wechselnden Pseudonymen (etwa Monachus, Elimar Brook, Wilhelm Wedekind), kleinere Artikel zu pädagogischen Fragen und zur Heimatkunde, Gedichte, Märchen und Kindergeschichten in Zeitungen und Zeitschriften. Von 1912 bis 1914 studierte er in Leipzig, Berlin und Tübingen Philosophie, Pädagogik und Staatswissenschaften, u. a. bei Wilhelm Wundt, Karl Lamprecht und Eduard Spranger. Danach war er von 1914 bis 1933 Oberrealschullehrer in Oldenburg.
Nach der Novemberrevolution 1918 war Jacobs am Aufbau des Volkshochschulwesens im Land und in der Stadt Oldenburg als Geschäftsführer des Landesamtes für Volkshochschulen und des Bezirksamtes für Volkshochschulen der Stadt Oldenburg beteiligt. In diesem Rahmen arbeitete er eng mit Bertha Ramsauer zusammen. Gleichzeitig setzte er sich weiter im Rahmen des Landesamtes für Wohlfahrtspflege und des Hauptausschusses für Jugend- und Volkswohlfahrt des OLLV für soziale und sozialpädagogische Belange ein. Er war Mitglied des „Hohenrodter Bundes“ und konnte in seine Tätigkeiten überregionale Erfahrungen einbringen. Für die SPD gehörte er von 1923 bis 1933 dem Rat der Stadt Oldenburg und von 1928 bis 1933 dem Oldenburgischen Landtag an. Seine Hauptarbeitsgebiete lagen hierbei ebenfalls auf Schul- und Kulturfragen, Schulfinanzen aber auch auf Themen der Finanzstatistik und des Finanzausgleichs. Als Mitglied des Theaterausschusses beteiligte er sich an den Belangen des Landestheaters Oldenburg. Wie schon vor dem Ersten Weltkrieg flossen die Ergebnisse seiner Arbeit in eine vielfältige publizistische Tätigkeit für Zeitungen und Zeitschriften ein. Dies verstärkte sich noch, als Jacobs 1928 den Presseausschuss des OLLV gründete und leitete und von 1928 bis 1933 als Berichterstatter für die Allgemeine Deutsche Lehrerzeitung schrieb.
Nach dem Amtsantritt der nationalsozialistischen Landesregierung 1932 gehörte Jacobs zu deren schärfsten Kritikern im Landtag. So wandte er sich noch im Januar 1933 gegen die politisch motivierten Entlassungen des Oldenburger Oberbürgermeisters Theodor Goerlitz und des Schulrats Wilhelm Stukenberg. Im Oktober 1933 wurde er nach dem nationalsozialistischen Gesetz zur Wiederherstellung des Berufsbeamtentums aus dem Schuldienst entlassen und zog mit seiner Familie nach Sandkrug. Er arbeitete von 1937 bis 1942 im Statistischen Amt und der Preisbehörde für Mieten der Stadt Oldenburg. Von 1942 bis 1944 war er als Betriebswirt für die Hauptverwaltung der Weser-Flugzeugbau-GmbH tätig. Im August 1944 wurde er im Zuge der Aktion Gewitter festgenommen und für eine Woche im Arbeitserziehungslager Farge inhaftiert.
Nach dem Ende des Zweiten Weltkriegs wurde Jacobs als "politisch Unbelasteter" im Mai 1945 vom Ministerpräsidenten des Freistaates Oldenburg Theodor Tantzen zum Schulrat des Stadtkreises Oldenburg ernannt. Hier gestaltete er den aufgrund der Versorgungs- und Flüchtlingssituation schwierigen Wiederaufbau des Schulwesens mit. Im Auftrag des oldenburgischen Staatsministeriums arbeitete er 1947 im Zonenerziehungsrat der Britischen Besatzungszone mit. Von 1949 bis zu seiner Pensionierung 1950 vertrat er die vakante Stelle des Oberschulrats in der Schulabteilung des Landesverwaltungsbezirks Oldenburg. Seine politische und soziale Arbeit setzte er als Pensionär fort. Von 1952 bis 1964 war er Mitglied des Gemeinderats Hatten und von 1956 bis 1964 Mitglied des Kreistages Oldenburg. Wie zuvor galt sein besonderes Interesse Schul-, Wohnungs- und Finanzfragen.

## Privates
Jacobs war mit Margarete geb. von Timourou (1890–1970) verheiratet, deren väterliche Linie sulawesischer Abstammung war, und hatte zwei Töchter und zwei Söhne.